# 帕梅拉·佩祖托
帕梅拉·佩祖托（義大利語：Pamela Pezzutto，1981年7月17日—），意大利女子乒乓球运动员。她曾代表意大利参加2008年和2012年夏季残疾人奥林匹克运动会乒乓球比赛，获得三枚银牌。